# Direita alternativa

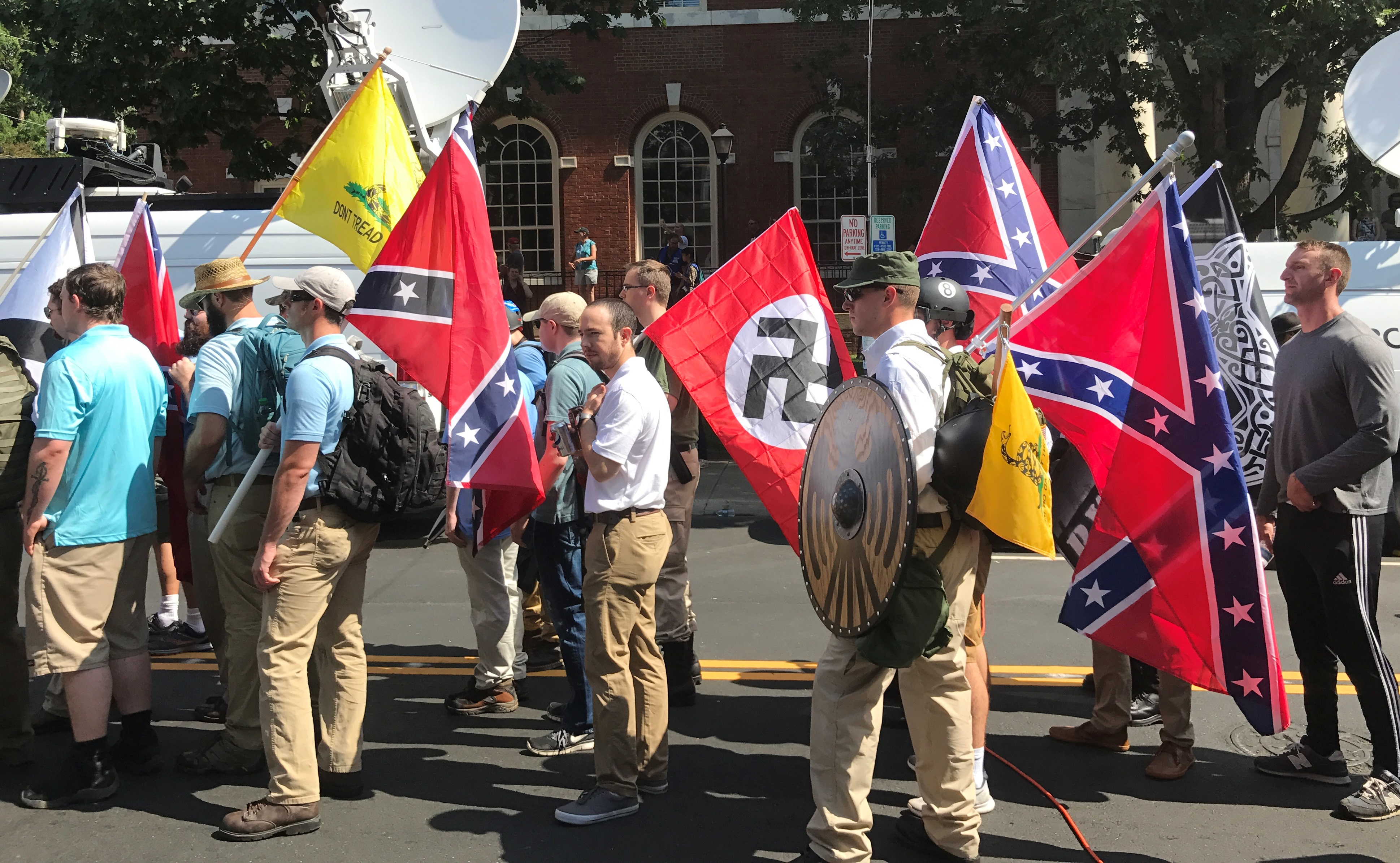
Defensores da alt-right foram essenciais na organização da passeata "Unite the Right" ('Unam a direita'), em Charlottesville (Virgínia), agosto de 2017. Aqui, os manifestantes carregam bandeiras dos Confederados, bandeiras de Gadsden e uma bandeira nazista

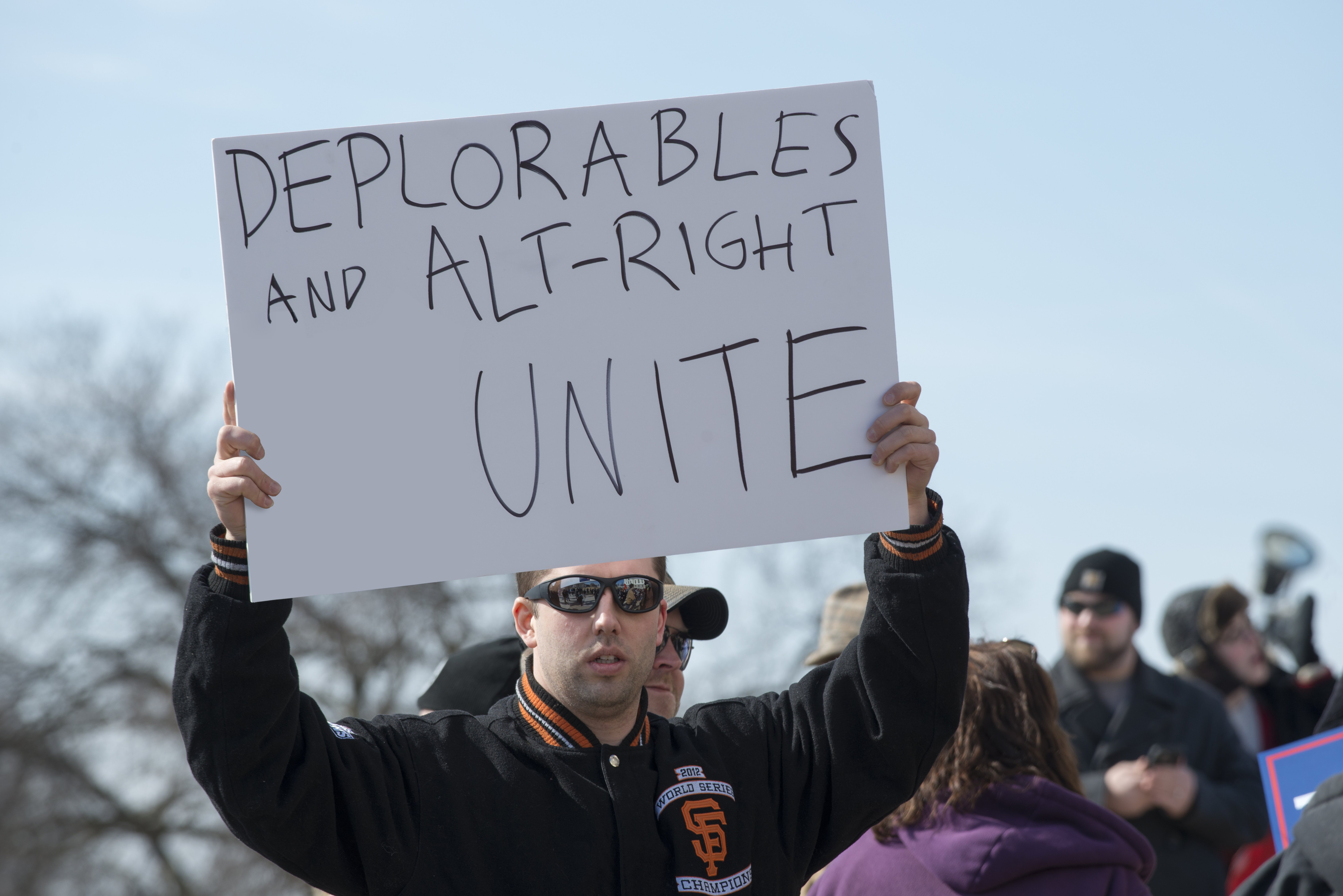
Manifestante na Marcha por Trump, em Saint Paul (Minnesota), carregando cartaz com os dizeres "DEPLORABLES AND ALT-RIGHT UNITE" ('Deploráveis e direita alternativa, uni-vos')

Direita alternativa, também conhecida como  alt-right (do inglês alternative right), refere-se à fração da extrema-direita dos Estados Unidos e de alguns países da Europa que caracteriza-se pela rejeição do conservadorismo "clássico"  e pela militância em defesa dos brancos, do sexismo, do antissemitismo e do conspiracionismo, sendo contra a imigração e a inclusão dos imigrados.
O supremacista branco Richard B. Spencer apropriou-se do termo em 2010 para definir um movimento centrado no nacionalismo branco, e foi acusado de fazê-lo para encobrir o racismo, supremacismo branco e neonazismo.
Ainda que não explicite oficialmente suas posições, a alt-right tem sido relacionada a ideias de supremacia branca, frequentemente sobrepostas a antissemitismo, neonazismo, nativismo, islamofobia, antifeminismo, homofobia, nacionalismo branco, populismo, e neorreacionarismo.
Também tem sido associada  aos múltiplos grupos  nacionalistas, neomonarquistas, defensores dos direitos dos homens e aos organizadores da campanha presidencial  Donald Trump, em 2016. Durante e após a eleição presidencial americana de 2016, o termo ganhou crescente difusão, gerando  considerável controvérsia na mídia.
A direita alternativa tem suas raízes em sites da Internet como 4chan e 8chan, onde membros anônimos criam e usam memes da Internet para se expressarem. É difícil dizer quanto do que as pessoas escrevem nesses locais é sério e quanto é destinado a provocar indignação. Os membros da direita alternativa usam sites como AltRight.com, Alternative Right, Twitter, Instagram, WhatsApp, Tumblr, Facebook, Mises Brasil, Movimento Tea Party, Breitbart, YouTube, demais sites pornográficos, Hotmail e InfoWars para transmitirem sua mensagem. As publicações geralmente apoiam Donald Trump e se opõem à imigração, ao multiculturalismo e ao politicamente correto.
A direita alternativa também teve efeitos significativos no pensamento conservador. Um exemplo disto é a estratégia de Steve Sailer para vencer eleições, a chamada estratégia Sailer, que foi considerada como a chave da vitória de Trump nas eleições de 2016.
Várias figuras ligadas à direita alternativa participaram do círculo próximo do presidente Trump, dentre as quais Stephen Miller, Julia Hahn, Michael Flynn e o estrategista-chefe da Casa Branca, Steve Bannon. Após a eleição de Trump, outros candidatos concorreram com o apoio da alt-right. Por outro lado, vários republicanos e conservadores, bem como diversos membros da conservadora Heritage Foundation   condenaram a alt-right por seu racismo, antissemitismo e preconceitos.
Em 2016, Bannon descreveu a Breitbart como "uma plataforma para a direita alternativa", com o objetivo de promover a ideologia. Esse movimento social se calca em um relativismo moral, sendo que este é um dos principais motivos para que tenham se inspirado no nazismo. O movimento é isolacionista e se declara não intervencionista em política externa. Alguns de seus membros mostram simpatia por regimes políticos anti-imperialistas como o regime ba'athista sírio e o governo de Vladimir Putin na Rússia.